# Schothorn

Bezeichnungen an einem Hochsegel

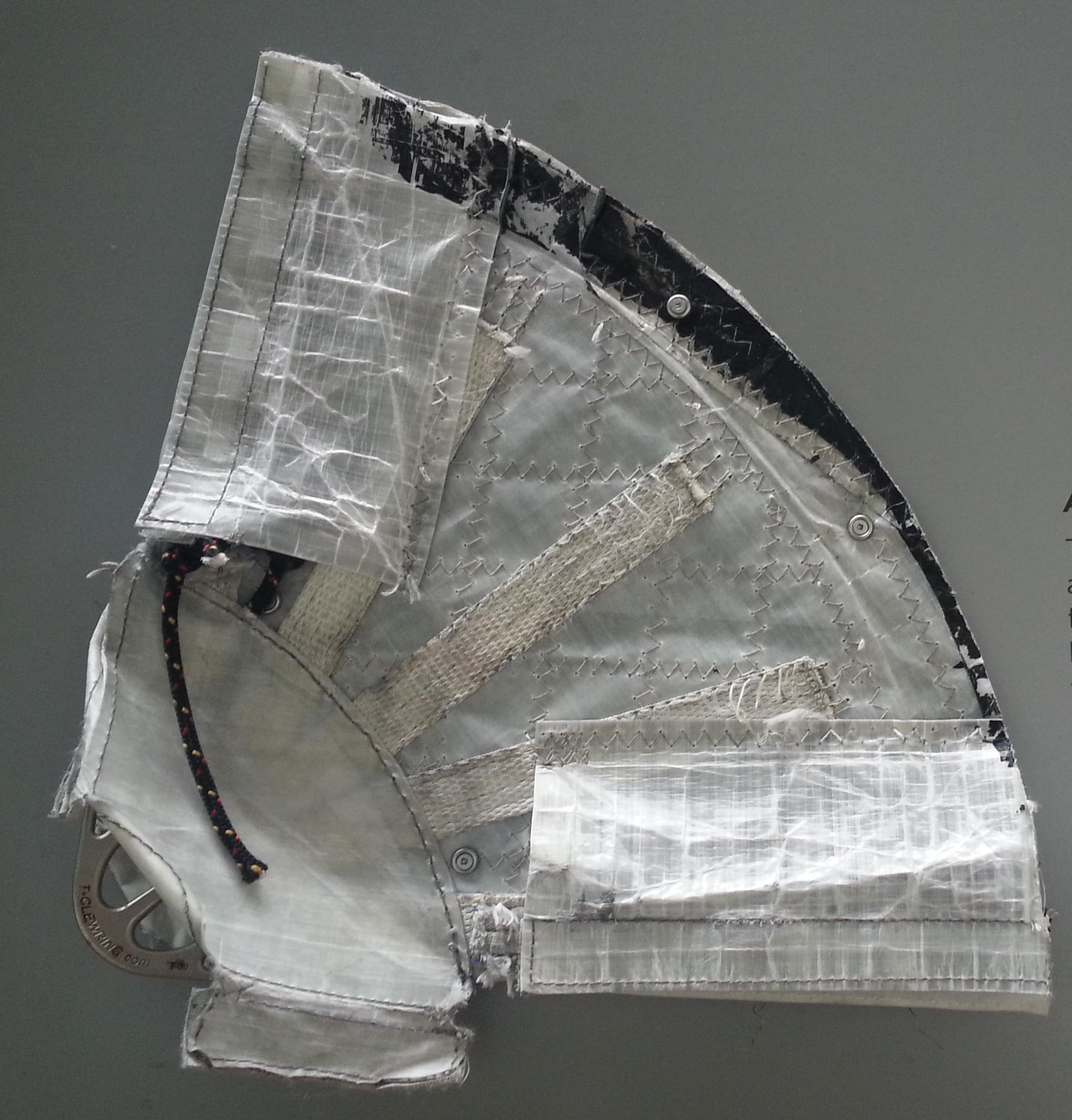
Schothorn (engl. clew) eines Gennakers von einem Rennkatamaran der AC45-Klasse

Das Schothorn ist die hinterste, untere Spitze eines Segels, das sich beim Segeln am Wind am meisten leewärts befindet.
Beim Hochsegel ist am Schothorn die Leine des Unterliekstreckers angeschlagen (befestigt).
Beim Rahsegel können am Schothorn drei Taue angeschlagen sein:
1. Die Schot: Sie wird achtern geführt und dient dazu, das Segel jeweils back- oder steuerbord achtern zu holen.
2. Die Halse: Sie ist das Gegenstück zur Schot; sie holt das Segel bugwärts.
3. Das Geitau: Es dient zum Reffen des Segels und läuft durch die Seitenlieke nach oben zur Rahnock und von da zum Mast und nach unten zum Deck.